# Siegmund Popert
Siegmund Popert, född 19 oktober 1874 i Hamburg, död 2 november 1935, var en svensk filmproducent.
Popert kom till Sverige 1908 som chef för det franska filmbolaget Pathé Frères svenska filial.

## Producent
- 1912 – Olympiska spelen i Stockholm 1912
- 1912 – Två bröder
- 1916 – Lilla Kalles dröm om sin snögubbe